# In Search of Sunrise 7, Asia
In Search of Sunrise 7, Asia (Afgekort ISOS 7) is de zevende mix-compilatie in de gelijknamige serie van Tiësto. Het thema is ditmaal Azië. Het album kwam in Nederland uit op 10 juni 2008.
Voor deze cd uit de ISOS-reeks reisde Tiësto af naar Azië, waar hij in Thailand deze cd opnam.
Van deze cd zijn ook 2 Lp's uitgebracht.
De tour door Noord-Amerika die Tiësto in de zomer van 2008 deed, werd gesponsord door Armani. Zij verzorgden ook de merchandise tijdens deze tour, waaronder een exclusieve 3e cd. Op deze cd staan de beste nummers van Tiësto's platenlabel, Black Hole Recordings. De nummers voor deze cd zijn geselecteerd door collega dj's.

## Tracklist
CD 1
1. Banyan Tree - Feel The Sun Rise
2. Andy Duguid featuring Leah - Wasted
3. King Unique - Yohkoh (King Unique Original Mix)
4. Motorcitysoul - Space Katzle (Jerome Sydenham Remix)
5. Three Drives - Feel The Rhythm (Ton T.B. Dub Mix)
6. Rachael Starr - To Forever (Moonbeam Remix)
7. Jerry Ropero featuring Cozi - The Storm (Inpetto Remix)
8. Kamui - Get Lifted
9. Cary Brothers - Ride (Tiesto Remix)
10. Airbase featuring Floria Ambra - Denial
11. Dokmai - Reason To Believe
12. Cressida - 6AM (Kyau & Albert Remix)
13. Allure featuring Christian Burns - Power Of You
14. Clouded Leopard - Hua-Hin

CD 2
1. Steve Forte Rio featuring JES - Blossom (Lounge Mix)
2. Zoo Brazil - Crossroads
3. Beltek - Kenta
4. Sied van Riel - Rush
5. Tiësto - Driving To Heaven (Mat Zo Remix)
6. Carl B. - Just A Thought
7. Kimito Lopez - Melkweg
8. JPL - Whenever I May Find Her (Joni Remix)
9. Estiva vs. Marninx - Casa Grande
10. Existone - Wounded Soul
11. Andre Visior & Kay Stone - Something For Your Mind (Giuseppe Ottaviani Remix)
12. Hensha - The Curtain
13. DJ Eremit - Tanz Der Seele (YOMC Remix)
14. Manilla Rising - Beyond The Stars